# Rete tranviaria di Gorizia
La rete tranviaria di Gorizia si componeva di due linee che collegavano le principali stazioni ferroviarie cittadine e il sobborgo di San Pietro di Gorizia. Rimasti in esercizio solo fra il 1909 e il 1933, gli impianti subirono le conseguenze delle vicende belliche della città e le successive scelte dell'amministrazione comunale.

## Storia
Con statuto approvato il 30 settembre 1909 fu ufficialmente costituita a Gorizia la Società Goriziana Trenovie, in realtà attiva già da tre anni, allo scopo di attuare le concessioni ottenute il 19 luglio 1908 dal Ministero delle Ferrovie dell'impero austro-ungarico che consentiva al Comune di costruire ed esercire alcune "ferrovie piccole a scartamento ridotto da esercitarsi a trazione elettrica". I percorsi delle stesse erano stati così ipotizzati:
- "N° 1: dalla piazza della Stazione della ferrovia meridionale per il corso Francesco Giuseppe e il corso Giuseppe Verdi, la via Scuole, la piazza Grande, la via Arcivescovado, la via Carducci, la piazza Corno, la piazza Catterini e la via Salcano fino alla piazza dell'i.r. Stazione delle Ferrovie dello Stato";
- "N° 2: dal teatro per la via del Teatro, la via del Municipio, la via del Duomo e la via Rastello fino alla piazza Grande";
- "N° 3: dal principio della linea 1 fino alla stazione di esercizio presso la via Di Manzano".

I lavori di costruzione degli impianti furono condotti dalla AEG Union di Vienna. Il personale aziendale era di nazionalità italiana, assunto preferibilmente fra i cittadini di Gorizia, così come l'italiano era la lingua di servizio della SGT.

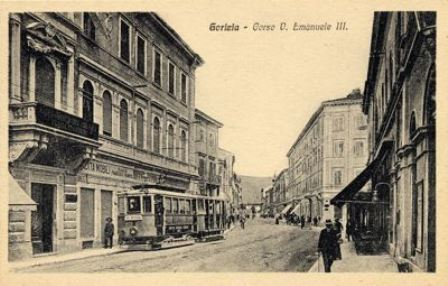
Corso Vittorio Emanuele III

Nel frattempo, grazie ad alcuni ingenti stanziamenti privati, erano iniziati i lavori di costruzione di un collegamento tranviario fra le due principali stazioni cittadine, quella sulla Transalpina (Gorizia Nord) e quella gestita dalla Meridionale (Gorizia Meridionale), che fu inaugurato nello stesso 1909.
Un servizio supplementare era svolto su una breve diramazione di tracciato che dal Teatro Verdi raggiungeva piazza Vittoria attraverso via del Rastello. Tale tratta venne disattivata già nel gennaio del 1910 a causa della scarsa frequentazione rispetto a quella dell'itinerario principale che ammontava, in tale periodo a quasi quattromila biglietti al giorno.
La prima guerra mondiale portò conseguenze devastanti, con bombardamenti che danneggiarono impianti e rotabili, comportando fin dall'inizio delle ostilità la sospensione del servizio tranviario ad opera delle autorità austriache.

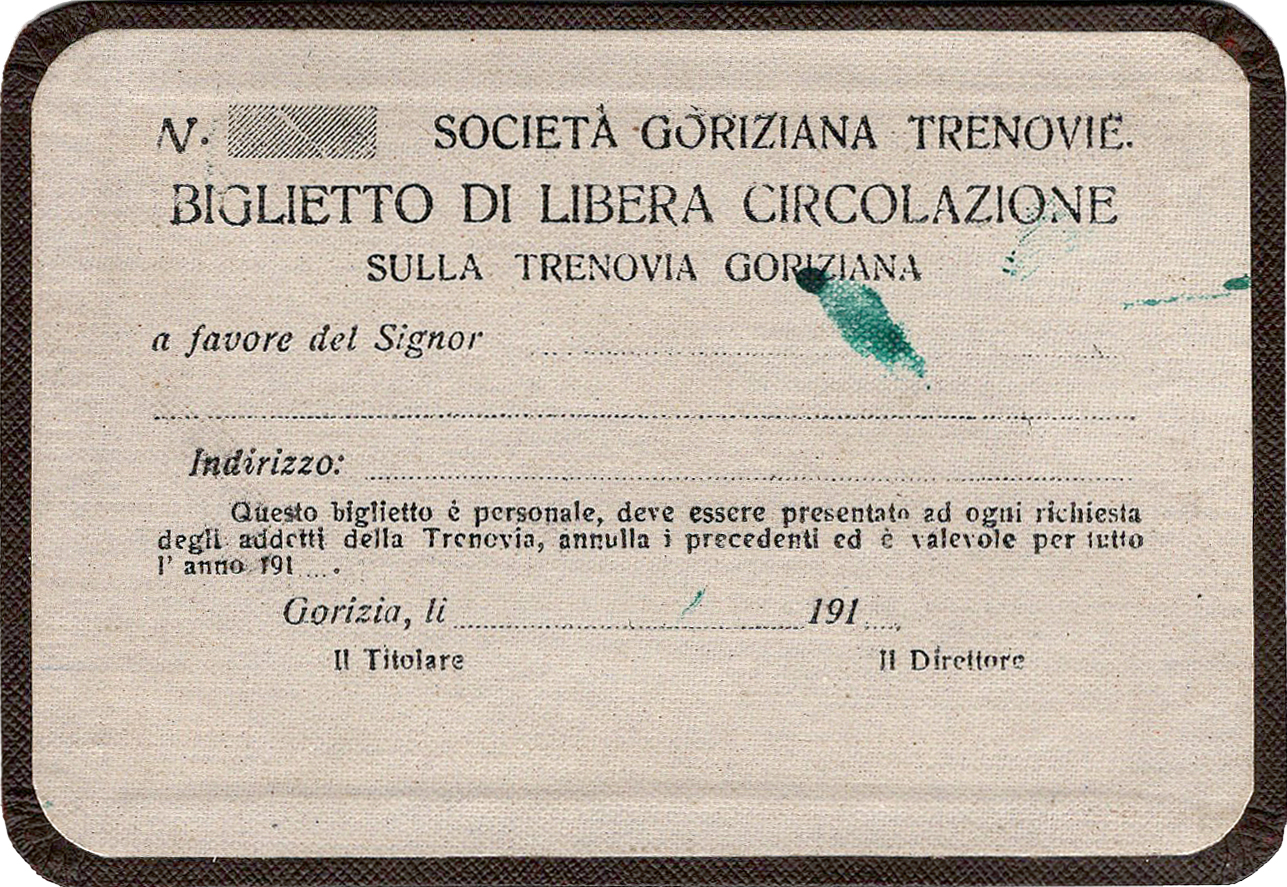
Biglietto originale, nuovo emesso dalla SGT anni 1910-1919

Al termine del conflitto l'amministrazione cittadina si propose per il riscatto degli impianti; con deliberazione dell'assemblea degli azionisti del 15 ottobre 1920 la Società Goriziana Trenovie trasferì dunque al Comune di Gorizia l'intero patrimonio della società».
L'esercizio diretto delle "Trenovie di Gorizia", come venivano ancora chiamate, da parte del Comune consentì la ripresa del servizio, avvenuta il 15 gennaio 1922 sempre sull'itinerario Stazione Gorizia Meridionale-Stazione Gorizia Nord, impianti che un anno dopo presero rispettivamente il nome di Gorizia Campagnuzza e Gorizia Montesanto .
Frattanto la città era entrata a far parte del Regno d'Italia e, nel 1927, si ampliò inglobando alcuni dei comuni adiacenti fra i quali quello di San Pietro di Gorizia (attuale Šempeter pri Gorici, ora insediamento del comune sloveno di San Pietro-Vertoiba), dove venne collocato un nuovo mercato ed edificata una chiesa opera dell'architetto Max Fabiani. Nello stesso anno la cittadina fu raggiunta dalla nuova linea 2.
Seguì un periodo contrassegnato da un progressivo calo degli introiti e dalla decisione di non procedere al necessario rinnovo degli impianti a favore della circolazione automobilistica, fino alla soppressione definitiva del servizio, avvenuta nel maggio 1935, che venne sostituito da un autoservizio. Quest'ultimo fu dato in concessione alla F. Ribi & C. Spa, che sarebbe stata in seguito inglobata, nel 1976, dall'APT Gorizia.

## Caratteristiche

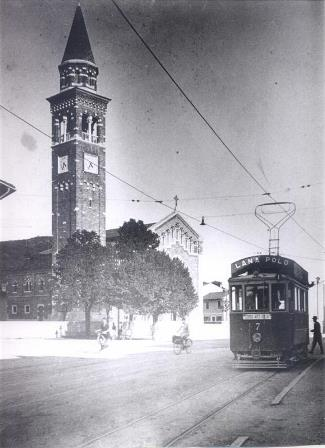
Capolinea a San Pietro di Gorizia

La linea 1, lunga 3,7 km, partendo da piazza della Transalpina, attraversava la città in direzione sudovest-nordest, lungo l'asse costituito dalle attuali corso Italia e corso Giuseppe Verdi e portandosi lungo le vie Carducci e Monte Santo, con capolinea sui piazzali delle due stazioni ferroviarie cittadine la seconda delle quali (Gorizia Montesanto), in conseguenza degli eventi successivi alla seconda guerra mondiale, venne a trovarsi in territorio sloveno.
La diramazione disattivata nel 1910 misurava 850 metri e seguiva l'itinerario che dal Teatro Verdi proseguiva su via Garibaldi, piazza Municipio, via Mazzini, via Marconi, via del Rastello per ricongiungersi col tracciato principale sulla piazza Vittoria. Il capolinea del teatro Verdi fu in seguito oggetto di proposte sulla stampa cittadina per l'istituzione di corse speciale al termine degli spettacoli.
La linea 2 si diramava dalla linea 1 "interstazionale" all'altezza del caffè posto all'angolo fra corso Italia e via Garibaldi, per poi seguire la direttrice di via Vittorio Veneto fino al capolinea, che sorgeva presso l'attuale autostazione nelle adiacenze dell'hotel Lipa a San Pietro.
All'atto dell'inaugurazione degli impianti la rete contava 4 punti d'incrocio, posti in via Goldoni (progressiva chilometrica 0,555 dal capolinea), presso il giardino pubblico (km 1,730), via Carducci (km 2,375) e via Salcano (km 3,170); il servizio richiedeva 4 elettromotrici sull'itinerario principale e una sulla diramazione; la frequenza delle corse era pari a 10 minuti, con durata media della corsa fra le due stazioni di 20 minuti.
La rete, a scartamento metrico, era armata con rotaie Phoenix. Il deposito officina delle tranvie si trovava in piazzale Umberto Saba e, benché in condizioni degradate, risulta ancora esistente.
Nel 1918 la rete, alimentata a 500 V cc, risultava lunga complessivamente 4,674 km; il raggio minimo di curva era di 25 metri, la pendenza massima del 24,6 per mille. La velocità massima ammessa era di 25 km/h.

## Materiale rotabile
La dotazione iniziale della Società Goriziana Trenovie consisteva in 8 motrici e 4 rimorchiate di costruzione austriaca (Grazer Waggonfabrik, vormals Johann Weicker & Cie./UEG), che sfoggiavano una livrea verde-bianca; danneggiato durante la guerra, tale parco passò poi all'esercizio comunale.
Nel 1927, per l'apertura della nuova linea per San Pietro / Sempeter, furono acquistate due ulteriori motrici a due assi. Costruite da Carminati e Toselli con equipaggiamenti elettrici CGE (controller B54 e motori CT 125A), alla cessazione delle tranvie goriziane rimasero accantonate nella rimessa sino al 1940, quando furono acquistate dalla Società Tranvie del Friuli che le impiegò sulla rete urbana di Udine fino a tutto il 1952. A Udine le due "Goriziane" ricevettero i numeri 51 e 52. Demolite nel 1953.

## Galleria d'immagini

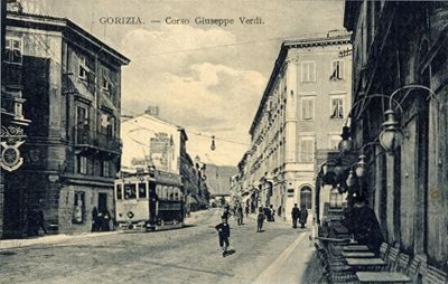
Corso Giuseppe Verdi
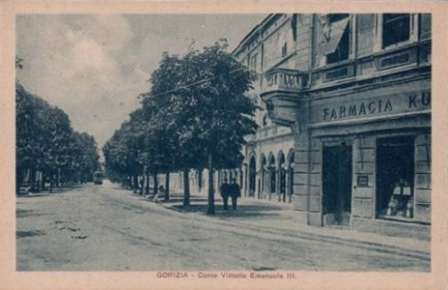
Corso Vittorio Emanuele III
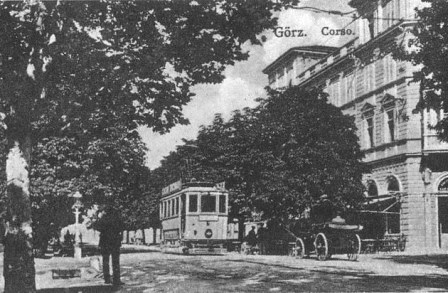
Il Corso
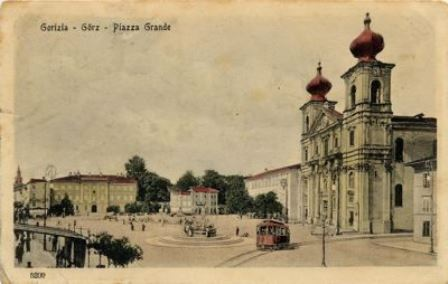
Piazza Grande